# FEB Eredivisie 1975-1976
La FEB Eredivisie 1975-1976 è stata la 31ª edizione del massimo campionato olandese di pallacanestro maschile. La vittoria finale è stata ad appannaggio dell'Amstelveen.

## Risultati

### Stagione regolare
|     | Squadra             | G  | V  | P  | PF   | PS   | Pt. | Qualificazione |
| --- | ------------------- | -- | -- | -- | ---- | ---- | --- | -------------- |
| 1.  | Amstelveen          | 36 | 29 | 7  | 3303 | 2956 | 58  |                |
| 2.  | Flamingo's Haarlem  | 36 | 26 | 10 | 3230 | 2805 | 58  |                |
| 3.  | EBBC Den Bosch      | 36 | 24 | 12 | 3156 | 2920 | 48  |                |
| 4.  | Punch Delft         | 36 | 23 | 13 | 3108 | 2899 | 46  |                |
| 5.  | Canadians Amsterdam | 36 | 15 | 13 | 2886 | 2765 | 46  |                |
| 6.  | Rotterdam-Zuid      | 36 | 21 | 15 | 2962 | 2806 | 42  |                |
| 7.  | Donar Groningen     | 36 | 20 | 16 | 2925 | 2705 | 40  |                |
| 8.  | Blue Stars          | 36 | 7  | 29 | 2683 | 3113 | 14  |                |
| 9.  | Arke Stars Enschede | 36 | 4  | 32 | 2702 | 3296 | 8   | retrocesse     |
| 10. | Leida               | 36 | 3  | 33 | 2460 | 3150 | 6   | retrocesse     |

| Eredivisie 1975-1976 |
| -------------------- |
| Amstelveen 1º titolo |

## Formazione vincitrice
| N° | Naz.                   | Ruolo | Sportivo    |  | Alt. |  |
| -- | ---------------------- | ----- | ----------- |  | ---- |  |
|    | Stati Uniti (bandiera) | AP    | Owen Wells  |  | 201  |  |
|    | Stati Uniti (bandiera) |       | Joe Wallace |  |      |  |
|    | Paesi Bassi (bandiera) |       | Dan Cramer  |  | 188  |  |

## Premi e riconoscimenti
- MVP dell'anno:  Hank Smith, Canadians Amsterdam
- Rookie dell'anno:  Cock van de Lagemaat, Flamingo's Haarlem
- Allenatore dell'anno:  Tom Quinn, Flamingo's Haarlem
- Quintetto ideale:
  -  Owen Wells, Amstelveen
  -  Joe Wallace, Amstelveen
  -  Hank Smith, Canadians Amsterdam
  -  Steven Bravard, EBBC Den Bosch
  -  Gary Freeman, Flamingo's Haarlem
- Quintetto difensivo:
  -  Hank Smith, Canadians Amsterdam
  -  Steven Bravard, EBBC Den Bosch
  -  Charles Kirkland, Punch Delft
  -  Jimmy Woudstra, Punch Delft
  -  Craig Casault, Rotterdam-Zuid